# Тени Хиросимы

Тени от перил на мосту в Хиросиме

Тени Хиросимы — эффект, возникающий вследствие действия светового излучения при ядерном взрыве; представляют собой силуэты на выгоревшем фоне в местах, где распространению излучения мешало тело человека или животного либо любой другой объект. Эффект получил название по японскому городу Хиросима, где 6 августа 1945 года впервые появились такие образования.
Явление аналогично появлению обычной тени: на пути излучения оказывается некий предмет, который заслоняет от излучения область поверхности за ним. При атомном взрыве интенсивность излучения столь велика, что многие поверхности меняют свой цвет и свойства. Например, асфальтовое покрытие темнеет, полированный гранит становится шероховатым, а окрашенная поверхность выгорает. В Хиросиме люди, оказавшиеся незащищёнными в радиусе поражения световым излучением, получали сильные ожоги до обугливания и затем отбрасывались ударной волной, оставляя невыжженные тени. Многие после этого оставались живы, но всё равно через некоторое время погибали от ожогов, облучения и травм; многие сгорели в разразившихся после взрыва пожарах и огненном шторме. В Хиросиме эпицентр взрыва пришёлся на мост Айой, где остались тени девяти человек.
Похожий эффект может возникнуть и при обычных взрывах или сильных пожарах, когда найденные после пожара обугленные трупы прикрывают собой необгоревшую и не покрытую продуктами взрыва поверхность пола и стен.